# Алалия
Алали́я (от др.-греч. ἀ- — «отрицательная частица», и λαλιά — «речь») — отсутствие или недоразвитие речи у детей при нормальном слухе и первично сохранном интеллекте; причиной алалии чаще всего являются билатеральные повреждения коры головного мозга при родах, а также мозговые заболевания или травмы, перенесённые ребёнком в доречевой период жизни; тяжёлые степени алалии выражаются у детей полным отсутствием речи или наличием лепетных отрывков слов; в более лёгких случаях наблюдаются зачатки речи, характеризующиеся ограниченностью запаса слов, аграмматизмом, затруднениями в усвоении чтения и письма.
В строгом смысле слова алалия — полное отсутствие или достаточно выраженная дефицитарность речи (продуцирования речи или её восприятия), не обусловленные дефектами интеллекта и слуха. Принятому разделению алалии на моторную и сенсорную в МКБ-10 соответствуют расстройства экспрессивной (F80.1) и рецептивной речи (F80.2). Алалию следует отличать от специфического расстройства речи, которое представляет собой нарушения языка и речи при адекватном уровне интеллекта и отсутствии каких-либо других расстройств, в том числе мозговых повреждений.

## Этиология и патогенез
Этиология и патогенез разнообразны: воспалительные процессы и травмы головного мозга, алиментарно-трофические, обменные нарушения во внутриутробном и раннем постнатальном периоде развития ребёнка. Трисомия по X-хромосоме.

## Формы алалий
Различают два основных варианта алалии:
- Алалия моторная (Alalia motoria; лат. motor — «двигательный») — недоразвитие экспрессивной речи (неполное понимание того, что ребёнок говорит сам), выраженное затруднениями в овладении активным словарём и грамматическим строем языка при достаточно сохранном понимании речи; в основе моторной алалии лежит расстройство или недоразвитие аналитико-синтетической деятельности речедвигательного анализатора, выраженное, в частности, заменой тонких и сложных артикуляционных дифференцировок более грубыми и простыми; причина — поражение коркового конца речедвигательного анализатора (центр Брока) и его проводящих путей.
- Алалия сенсорная (Alalia sensoria; лат. sensus — «чувство, ощущение») — недоразвитие импрессивной речи (неполное понимание того, что ребёнку говорят окружающие), когда наблюдается разрыв между смыслом и звуковой оболочкой слов; у ребёнка нарушается понимание речи окружающих, несмотря на хороший слух и сохранные способности к развитию активной речи; причиной сенсорной алалии является поражение коркового конца слухоречевого анализатора (центр Вернике) и его проводящих путей.

В то же время, это деление условно, поскольку на практике имеют место сочетания и моторной алалии, и сенсорной алалии.

## Клиническая картина
Наблюдаются алалии различной степени: от лёгких нарушений речи до тяжёлых, когда ребёнок не говорит до 10—12 лет или, несмотря на длительное обучение, его речь ограничена скудным словарным запасом, сохраняясь на уровне элементарной аграмматичной речи.

### Моторная алалия
В данном случае у ребёнка поражена часть мозга, отвечающая за воспроизведение речи. При сохранном артикуляционном аппарате дети не могут говорить правильно.
Для этого типа характерны следующие симптомы:
- Полное отсутствие речи. Ребёнок изъясняется при помощи лепета, жестов и мимики. Встречается при грубом нарушении мозговых структур. В том случае, если речь присутствует, она отличается неправильным звукопроизношением, аграмматичностью, смешением и заменой сложных звуков, бедным словарным запасом. Ребёнок разговаривает при помощи отдельных слов или простых предложений из двух—трёх слов. При этом существительные превалируют и, как правило, используются в именительном падеже. Объём пассивного словаря при этом значительно больше.
- В неврологическом плане отмечается слабое развитие мелкой и крупной моторики, плохой координацией, неловкостью.
- Высшая психическая деятельностью также страдает — снижены память, внимание, эмоционально-волевая сфера.
- Снижение интеллекта является лишь следствием отставания в развитии речи и при правильной коррекции восстанавливается.

### Сенсорная алалия
Данную форму алалии отличает недоразвитие восприятия речи при отличном слухе. Ребёнок не способен понимать обращённую к нему речь, его же собственная речевая активность может быть даже повышена.
Признаки сенсорной алалии:
- При тяжёлой форме обращённая речь остается для ребёнка абсолютно непонятной. Сам он может воспроизводить различные звуки и бессмысленный набор слов. Если же нарушение выражено не сильно, алалики могут понимать смысл сказанного в определённом контексте. Однако вне его смысл сказанного вновь от него ускользает.
- К собственной речи дети в таком состоянии некритичны, для общения чаще используют жесты или мимику.
- В психологическом плане алалия характеризуется импульсивностью, повышенной утомляемостью детей, расстройством внимания.
- В чистом виде сенсорная форма алалии встречается нечасто, в большинстве случаев сочетаясь с некоторыми проявлениями моторной.

Для всех форм алалии характерна диссоциация между вербальными и невербальными формами психической деятельности. Невербальные задания выполняются без выраженных затруднений в соответствии с возрастом ребёнка (имеются в виду упражнения, направленные на смысл и последовательность сюжетных изображений, графические аналогии, и тому подобные активности). Задержки темпа развития речи проявляются в том, что отдельные этапы речевых навыков — гуление, лепет, появление лепетного монолога, отдельные слова, фразы и другие — формируются с запаздыванием, отмечается их редуцированность или они отсутствуют. Помимо растягивания сроков формирования функции, характерно длительное сохранение ранее пройденных этапов развития речи — эгоцентрическая речь, замена речи жестикуляцией или выразительными криками без слов, запаздывание появления экспрессивной речи при достаточно хорошем понимании обращённой речи. Кроме того, могут отмечаться бедность словарного запаса, лёгкие аграмматизмы, косноязычие.

## Сопутствующие симптомы
Иногда у детей с алалией наблюдаются невротические реакции на имеющийся дефект речи. Отмечается быстрая утомляемость, пониженное внимание и работоспособность, вторичная задержка психического развития. При моторной алалии в разные сроки развития речи, особенно при переходе к фразовой речи, отсутствует плавность речи, появляется заикание. Большей частью это наблюдается при патологических процессах в левой премоторной области. Таких детей необходимо обучать плавности речи, мелодичности, разнообразию интонаций. У детей с сенсорной алалией наблюдается крайняя лабильность слухового внимания и нарушения фонематического слуха.

## Прогноз
Прогноз зависит от тяжести основного патологического процесса, от степени нарушения речи, от времени диагностики алалии и от постановки лечебно-восстановительной работы с ребёнком.
У детей с сенсорной алалией при хорошо проводимой логопедической работе речь нередко восстанавливается быстрей, чем при моторной алалии.

## Лечение и логопедическая коррекция
Наиболее эффективно комплексное лечение:
- Логопедические занятия: специальная система логопедических занятий, способствующих развитию речи у детей с моторной и сенсорной формой алалии (см. Логопедия). Необходимы систематические занятия.
- Логопедический массаж: массаж артикуляционной мускулатуры, участвующей в произнесении звуков. Проводится специальными зондами и способствует нормализации тонуса речевых мышц для облегчения звукопроизношения. Необходим детям с моторной и сенсомоторной алалией. Проводится курсами по 8—10 сеансов.

Эффективность медикаментозной терапии ноотропами весьма сомнительна. Часто неврологом назначаются следующие препараты: Гаммалон, Кортексин, Цераксон, Когитум и пр. Нет убедительных научных доказательств эффективности и безопасности этих лекарств и тем более каких бы то ни было БАДов при нарушениях речи. Очень часто нормальное развитие ребёнка приписывают якобы развивающему действию таких препаратов.

## Тезаурус алалий
- Алалия двигательно-моторная[2]
- Алалия импрессивная (лат. impressio — «впечатление») — см. Алалия сенсорная
- Алалия экспрессивная (лат. expressio — «выражение») — см. Алалия моторная
- Алалия сенсо-моторная — см. Алалия тотальная
- Алалия смешанная — см. Алалия тотальная
- Алалия тотальная (лат. Alalia totalis) — алалия, при которой нарушаются моторные и сенсорные компоненты речи ([8], с. 658),  (недоступная ссылка)
- Слухонемота — старое название алалии (см. [1], с. 100)